# Технополис «Москва»
Особая экономическая зона «Технополис «Москва» (до сентября 2017 года ОЭЗ «Зеленоград» или ТВЗ «Зеленоград») — особая экономическая зона технико-внедренческого типа, созданная в 2005 году изначально на территории Зеленоградского административного округа города Москвы на месте снесённой деревни Алабушево и части территории Национального исследовательского университета «МИЭТ».
Состоит из шести площадок, общей площадью свыше 275 гектаров:
1. Площадка «Алабушево» —  157,9 га.
2. Площадка «МИЭТ» — 4,47 га.
3. Площадка «НИИМЭ и Микрон» (с сентября 2015 года[3]) — 13,33 га.
4. Площадка «Ангстрем» (с апреля 2017 года[4]) — 15,15 га.
5. Технополис «Москва» в Юго-Восточном административном округе (с апреля 2017 года[4]) — 32,44 га.
6. Площадка «Руднево» — 37,1 га.

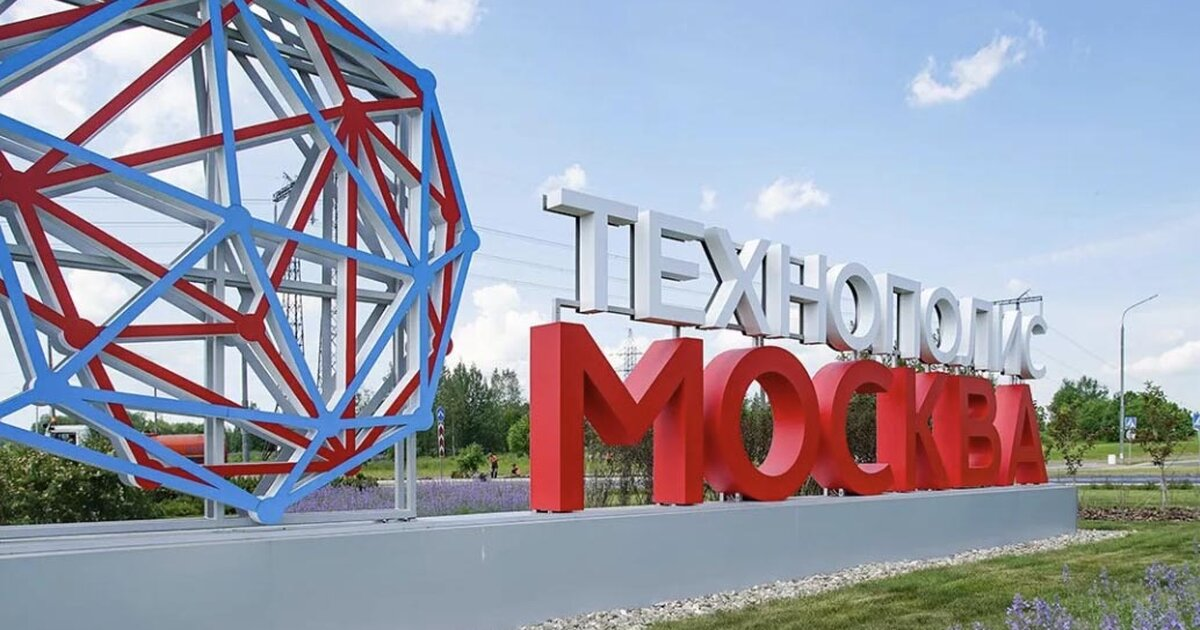
ОЭЗ "Технополис Москва"

В настоящее время здесь работает более 200 высокотехнологичных компаний, 91 из них обладает статусом резидентов ОЭЗ. К началу 2022 года общее количество сотрудников столичной особой экономической зоны превысило 11 тыс. человек, из которых почти 8,5 тыс.  – специалисты из компаний-резидентов. В первом полугодии 2021 года резиденты ОЭЗ произвели продукцию на 10,2 миллиарда рублей (в два раза больше доковидного первого полугодия 2019 года). Объем инвестиций составил более 11,5 миллиарда рублей (в 1,7 раза больше совокупных вложений за весь 2019 год). В городской бюджет в этот период поступило 1,6 миллиарда рублей налогов.

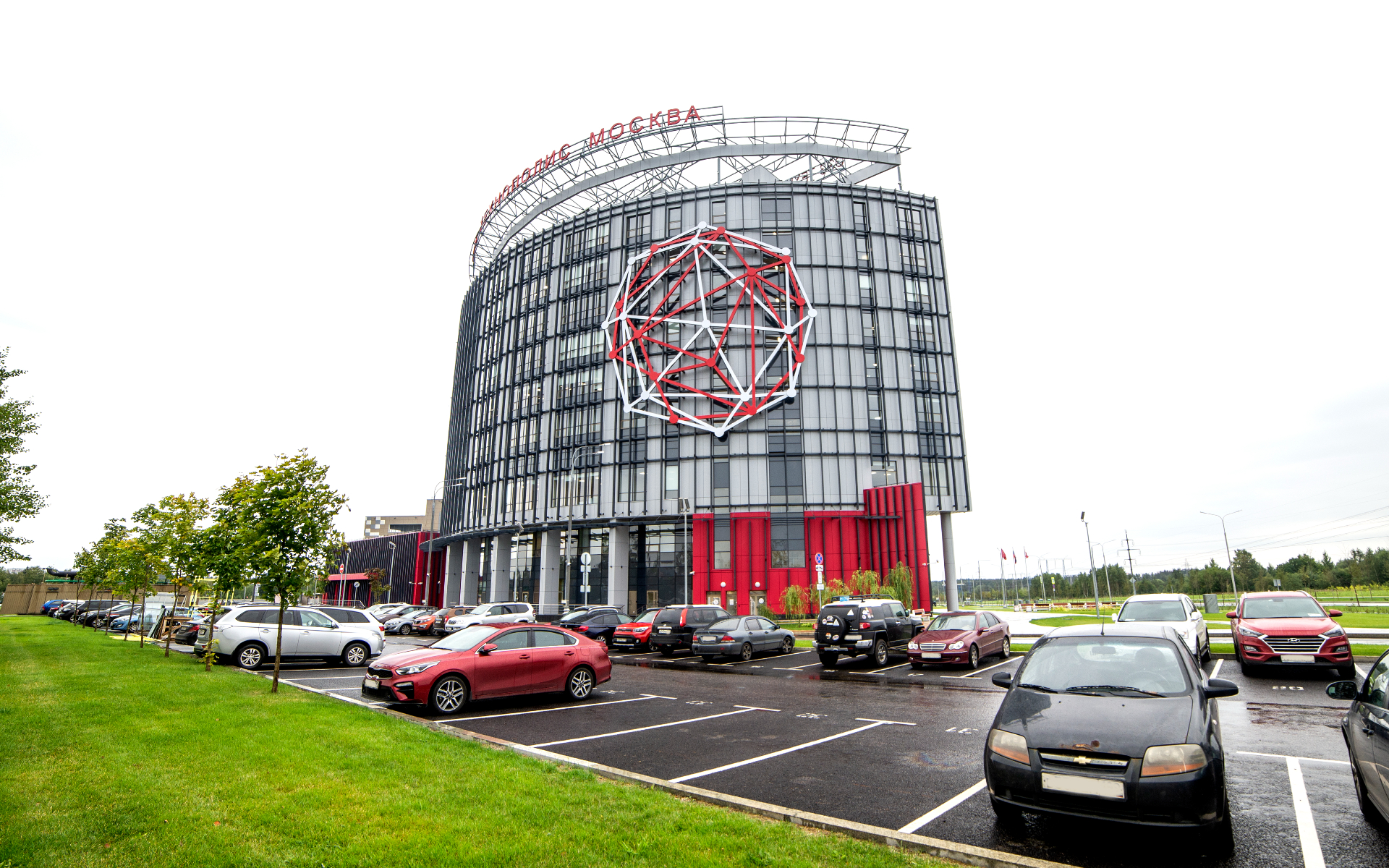
Технопарк «Алабушево»

В первом квартале 2022 года резиденты ОЭЗ инвестировали в развитие своих производств более 11,2 млрд рублей — это почти в шесть раз больше, чем в первом квартале 2021 года, когда инвестиции составили 1,9 млрд рублей, и в аналогичном периоде 2020 года — тогда было вложено два млрд рублей. В результате по итогам первого квартала 2022 года каждый третий рубль, вложенный в обрабатывающие производства столицы, пришелся на резидентов ОЭЗ.
Для резидентов действуют особые меры поддержки. Они освобождаются от уплаты имущественного, транспортного и земельного налогов, а также таможенных пошлин. Ставка налога на прибыль для таких предприятий составляет всего два процента. Кроме того, есть льготы по аренде земли, выделенной под строительство предприятия, а по его завершении предоставляется возможность выкупить арендованный земельный участок за один процент от кадастровой стоимости.
Ещё одной площадкой (филиалом) технополиса планируется сделать строящийся в центре Москвы Национальный космический центр. Весной 2023 года ОЭЗ «Технополис "Москва"» получил шестую производственную площадку — «Руднево». Первые производственные корпуса новой площадки сданы в эксплуатацию в конце лета.
В декабре 2023 г. резидент ОЭЗ Технополис «Москва» разработал и запустил производство материнских плат под отечественные процессоры «Элвис» и «Байкал».
По итогам 2023 года предприятия-резиденты особой экономической зоны инвестировали в развитие высокотехнологичных производств около 50 млрд рублей.

## Санкции
В июле 2023 года, Технополис был включён, в ответ на российское нападение на Украину, в санкционный список Украины.
14 сентября 2023 Технополис включён в блокирующий санкционный список США против технологического сектора экономики России; власти страны отмечают что в Технополисе «Москва» находится индустриальный парк, в котором разместятся компании, производящие БПЛА.